# لوک آیلینگ
لوک آیلینگ (انگلیسی: Luke Ayling) زاده ۲۵ اوت ۱۹۹۱ یک فوتبالیست حرفه‌ای انگلیسی است که در پست دفاع راست در باشگاه فوتبال لیدز یونایتد در لیگ لیگ برتر فوتبال انگلستان بازی می‌کند.

## زندگی حرفه‌ای
لوک در لمبت، لندن به دنیا آمد و در ۱۰ سالگی به باشگاه فوتبال آرسنال پیوست.
وی بازیکن سابق باشگاه فوتبال بریستول سیتی بود.